# Ludovico Ricchieri
Ludovico Ricchieri (Rovigo, 1469 – Padova, 6 marzo 1525) è stato un umanista italiano, noto anche come Celio Rodigino, latinizzato in Caelius Rhodiginus .

## Biografia
Insegnò a Rovigo dal 1491 al 1499 e dal 1503 al 1504 e a Milano dal 1511 al 1516, nonché in altre città. 
Nel 1516 pubblicò a Venezia (editore Aldo Manuzio) le Antiquae lectiones in 16 libri, vasta opera d'erudizione ripubblicata postuma nel 1542 (Basel, Froben) in una seconda edizione ampliata di 30 libri.